# Buffalo City Hall
Le Buffalo City Hall ou (mairie de Buffalo) est un gratte-ciel de bureaux de 115 mètres de hauteur
construit à Buffalo dans l'État de New York construit de 1929 à 1931 dans le style Art déco dont il s'agit d'un des plus brillants représentant[réf. nécessaire]. Ce fut le plus haut immeuble de Buffalo jusqu'en 1970. L'immeuble est décoré par des peintures et des représentations faisant référence à l'histoire et l'économie locale.
L'immeuble a été classé monument historique en 1999. C'est l'un des plus grands et des plus hauts Hôtel de ville des États-Unis.